# Malek Ţālesh
Malek Ţālesh (persiska: ملک طالش) är en ort i Iran.   Den ligger i provinsen Östazarbaijan, i den nordvästra delen av landet, 500 km nordväst om huvudstaden Teheran. Malek Ţālesh ligger 1 489 meter över havet och antalet invånare är 231.
Terrängen runt Malek Ţālesh är kuperad åt sydväst, men åt nordost är den bergig. Malek Ţālesh ligger nere i en dal. Runt Malek Ţālesh är det ganska glesbefolkat, med 27 invånare per kvadratkilometer. Närmaste större samhälle är Oshtūbīn, 17,0 km norr om Malek Ţālesh. Trakten runt Malek Ţālesh består i huvudsak av gräsmarker.